# Smarta material

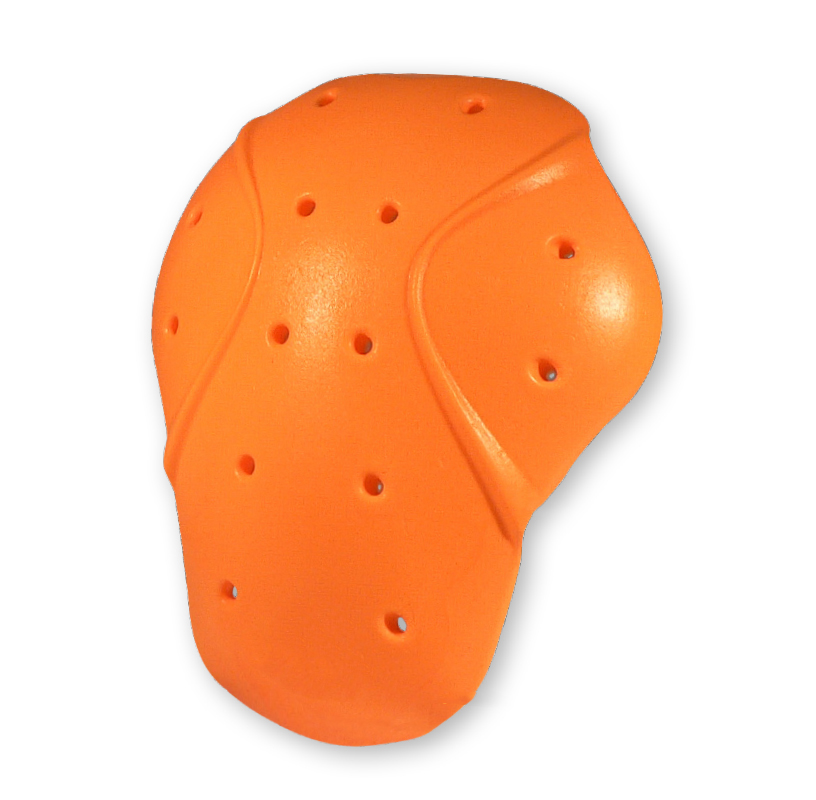
Ämnet d3o, som är en icke-newtonsk fluid, hårdnar när den deformeras, och används därför bland annat i knäskydd. Efter att trycket minskas, återgår d30 i vätskeform.

Smarta material är konstgjorda material som har en eller flera egenskaper som kan förändras väsentligt på ett kontrollerat sätt genom yttre stimuli, såsom mekanisk spänning, temperatur, ljus, fukt, pH, elektricitet eller magnetiska fält. Metoder för att tillverka smarta material varierar, från design på nanonivå till nya legeringar samt nya användningsområden för redan kända material. Material av den typen utvecklas ibland med inspiration från naturliga fenomen, såsom hajskinns mindre flödesmotstånd eller geckoödlors förmåga att greppa släta ytor utan klister. Smarta material anges ibland som ett sätt att bidra till en hållbar utveckling.
Forskningsområden kring smarta material kallas till exempel avancerade funktionella material, AFM, eller programmerbara material (Self Assembly Materials). Att använda smarta material vid 3D-skrivning har lett till den föreslagna termen 4D-printing, då det som tillverkats har en inneboende förmåga att bli något annat.

## Typer
| Smart glas, i transparent och icke-transparent läge, är en form av elektrokromt material. |  | Smart glas, i transparent och icke-transparent läge, är en form av elektrokromt material. |
| Smart glas, i transparent och icke-transparent läge, är en form av elektrokromt material. |  |                                                                                           |

En piezoelektrisk skiva genererar ström när den deformeras (förändringen i form är överdriven på bilden)

Det finns flera sorter av smarta material, av vilka vissa redan är vanliga. Några exempel är följande:
- Piezoelektriska material är material som ger elektrisk spänning när de utsätts för mekanisk spänning. Denna effekt gäller även i motsatt riktning, så att tillförd elektrisk spänning får materialet att böja sig, expandera eller krympa när elektricitet slås på eller av.[7]
- Minnesmetaller är material som kan deformeras och återställas genom temperaturförändringar eller tryckförändringar (pseudoelasticitet).[8]
- Magnetostriktiva material ändrar form under inflytande av magnetfält och uppvisar också förändringar i sin magnetisering vid mekanisk spänning.
- Magnetiska minneslegeringar är material som förändrar form som svar på större förändringar i magnetfältet.
- Smarta oorganiska polymerer som visar föränderliga och kontrollerbara egenskaper.
- pH-känsliga polymerer är material som förändras i volym när pH-värdet i omgivande medium förändras.
- Temperatur-responsiva polymerer är material som förändras beroende på temperatur.
- Halokromiska material är vanliga och ändrar färg när aciditeten förändras. Ett föreslaget användningsområde är färgsorter som kan ändra färg för att indikera att metallen under har börjat rosta.
- Elektroluminensa material som avger ljus när de får ström genom sig.[8]
- Kromatogent system ändrar färg beroende på elektriska, optiska eller termiska förändringar. Dessa inkluderar:
  - elektrokroma material som ändrar sin färg eller genomskinlighet på ansökan av en spänning, till exempel bildskärmar med flytande kristaller eller smart glas
  - termokromiska material som ändrar färg beroende på temperaturen[9][10]
  - fotokromiska material som ändrar färg i svar till ljus (till exempel ljuskänsliga solglasögon som mörknar när de utsätts för starkt solljus).[8]
- Ferrofluider[11]
- Fotomekaniska material som ändrar form när de exponeras för ljus.[9]
- Polycaprolactone (polymorf) går från fast till flytande vid upphettning, exempelvis genom nedsänkning i varmt vatten och återgår till fast form vid kylning.[12]
- Självläkande material har en inneboende förmåga att reparera skador till följd av normal användning, vilket ökar materialets livstid.
- Dielektriska elastomerer (DEs) är smarta materialsystem som kan producera upp till 300 procents storleksförändring under påverkan av ett yttre elektriskt fält.
- Magnetokalorimaterial är föreningar som genomgår en reversibel förändring i temperatur vid exponering av ett växlande magnetfält.
- Termoelektriska material används för att bygga enheter att konvertera temperatur skillnader i el och vice versa.